# КСВ-2
КСВ-2 «Скан» (от Корзина Спасательная Вертолетная, образец № 2) — спасательное устройство, разработанное ОАО НПК «ПАНХ» (Краснодар) по заказу МЧС России в 2001 году. Предназначено для оперативной эвакуации на внешней подвеске вертолета Ми-8 людей, терпящих бедствие при пожарах, на оторвавшихся (дрейфующих) льдинах, в горах, при селях, наводнениях и других чрезвычайных ситуациях.

## Конструкция
Корзина конструкционно состоит из:
- днища,
- боковой стенки, выполненной из огнестойкой ткани и прикрепленной к днищу
- строп, соединяющих верхнюю часть боковой стенки с внешней подвеской вертолета,
- опорного каркаса
- грузового стропа, соединяющего опорный каркас с внешней подвеской вертолета

## Способ применения
При зависании вертолета над расположением эвакуируемых людей, днище корзины должно быть установлено на твердую опору. При ослаблении грузовых строп боковая стенка под действием собственного веса спадает, образуя со всех сторон корзины проходы для эвакуации. Рекомендуется, чтобы в корзине находился спасатель для координации действий спасаемых людей с экипажем вертолета. После того, как эвакуируемые располагаются в корзине, вертолет взлетая натягивает стропы и поднимают боковую стенку до смыкания её верхнего контура с кожухом корзины. Таким образов возникает закрытый объем, защищающий эвакуируемых от неблагоприятных внешних воздействий (сильного ветра, пламени, набегающего потока воздуха и т.д.)

## Тактико-технические характеристики
Грузоподъемность — 2000 кг;
Время приведения в рабочее состояние при участии 4 человек — 60 мин
Вместимость — 14 чел;
Максимальная вместимость — 25 чел;
Длина внешней подвески:
стропа № 1 — 10 м
стропа № 2 — 20 м
Максимальная скорость транспортировки:
загруженной — 180 км/час
пустой — 120 км/час;
Масса - 350 кг;
Габаритные размеры: 
высота — 2,37 м;
диаметр — 3,12 м;
Длина внешней подвески — 45 м;
Температурный диапазон применения — от -30 до +40°С при влажности от 40 до 98%